# Šardara
Šardara (in kazako Шардара?; in russo Шардара?) è una città della regione di Turkistan con circa 30.922 abitanti. Si trova sul bacino omonimo e su entrambe le sponde del Syr Darya. È il capolinea della linea ferroviaria di Zhetìsaj e può essere raggiunta solo in treno attraverso il territorio dell'Uzbekistan. Ottenne lo status di città nel 1968 ed è il centro amministrativo del distretto di Šardara (in russo Шардаринский район).